# Espaçonave Terra
Espaçonave Terra (Tous Sur Orbite !, no original em francês) é uma série de televisão produzida na França e exibida originalmente do dia 6 de janeiro de 1996 a 28 de dezembro de 1996, cuja proposta é de, através de animação computadorizada, acompanhar a trajetória do planeta Terra durante uma translação ao longo das 52 semanas de um ano terrestre. No Brasil, a série foi exibida no final dos anos 1990 pela TVE Brasil e posteriormente pela TV Escola. Em 2004, a série foi lançada em DVD atualizados, na França. 
A música de abertura e encerramento é um dos aspectos mais marcantes da série francesa. Embora possa lembrar o tema da peça O Lago dos Cisnes, do russo Tchaikovsky, trata-se de uma composição original específica para a série, de Marc Hillman e Bruno Alexiu.

## A série
A proposta desta série, realizada em animação computadorizada, é acompanhar a trajetória do planeta Terra durante uma translação completa, ou seja, um ano. Relacionando movimentos celestes com o nosso dia-a-dia, como por exemplo, a relação da luz solar com as estações do ano e a relação das fases da lua com o fenômeno das marés, calendário Juliano e Gregoriano, ano bissexto, etc. 
Com observações referentes ao ano de 1997, cada programa é dividido em quatro capítulos correspondentes às quatro estações do ano e depois eles mesmos divididos; 52 episódios no total, como as 52 semanas do nosso calendário gregoriano.
Cada episódio começa da mesma maneira: o locutor (que, na dublagem em português recebeu a voz de Garcia Júnior) diz "Todos a bordo, boa viagem!", e ele apresenta a posição da Terra em sua órbita representada por uma curva azul. Todo o programa é ilustrado com imagens geradas por computador para explicar às crianças e neófitos a simples complexidade do sistema solar. O espectador então se torna facilmente consciente de fenômenos como o que é um eclipse solar, uma aurora boreal ou de onde vêm os cometas .
É importante ressaltar que, como o programa é Europeu, algumas demonstrações exibidas são observáveis apenas no hemisfério norte.

### Episódios
- Semana 01 - Órbita da Terra em torno do sol: Localização de Vênus
- Semana 02 - Rotação da Terra: O que é dia? O que é noite?
- Semana 03 - Órbita da Lua: Hipóteses sobre a formação da lua
- Semana 04 - A Órbita de Mercúrio: Satélites dos planetas do Sistema Solar
- Semana 05 - Onde está Marte? Como e por que a Terra gira?
- Semana 06 - As órbitas dos planetas do Sistema Solar: Como Localizar os Planetas no Céu
- Semana 07 - Sistema gravitacional: O eixo da Terra
- Semana 08 - As Estrelas: A estrela Polar
- Semana 09 - Ano bissexto: noções de calendário
- Semana 10 - Alinhamento Terra/Lua/Sol: Os Planetas ocultos pelo Sol
- Semana 11 - Eclipse solar: eclipse total do Sol
- Semana 12 - Equinócio e as grandes marés: Alinhamento Terra/Marte/Sol
- Semana 13 - A data inconstante da Páscoa e da Primavera: Dividindo o Globo em fusos horários
- Semana 14 - O Sol e Saturno: a constelação de Órion
- Semana 15 - O Eixo inclinado da Terra: Cometas
- Semana 16 - Os calendários Juliano e Gregoriano: A Terra e Órion
- Semana 17 - Equilíbrio Gravitacional: Como a lua ajuda a Terra
- Semana 18 - Netuno e Plutão
- Semana 19 - As estrelas como referência de tempo e espaço: Relógio e bússola?
- Semana 20 - Júpiter: Quatro satélites de Júpiter
- Semana 21 - Conhecendo Mercúrio: A visão de Copérnico
- Semana 22 - A Lua e os planetas: Estrelas inacessíveis
- Semana 23 - Os mistérios de Urano: Descobrindo Netuno
- Semana 24 - Olhando a Terra do Espaço: A Geografia do Sistema Solar
- Semana 25 - Como o sol se formou? O Sol e suas características
- Semana 26 - Como o Solstício ocorre no Polo Sul: A Lua do sol
- Semana 27 - A Terra longe do sol: O Eclipse do século
- Semana 28 - Tudo sobre Vênus: Alinhamento dos Planetas
- Semana 29 - A curvatura terrestre: Por que o sol poente é vermelho?
- Semana 30 - O calor na Terra: Ozônio: Auroras Boreais
- Semana 31 - A Via Láctea: nosso caminho no espaço
- Semana 32 - A primeira foto da Terra: A atmosfera terrestre
- Semana 33 - Estrelas cadentes: A frente da Terra
- Semana 34 - A Lua e as marés: Júpiter brilha
- Semana 35 - Medindo tempo e espaço: A Terra como referência
- Semana 36 - Eclipse parcial do sol: Buraco Negro
- Semana 37 - Plutão: planeta, asteroide ou lua? Urano, dias e noites de quarenta e dois anos
- Semana 38 - A sombra da Terra: A lua vermelha
- Semana 39 - O que é equinócio? Dias de 22 horas
- Semana 40 - Por que estamos em órbita? A Lua está se afastando da Terra
- Semana 41 - Segredos da Lua: Lendo a Lua
- Semana 42 - Por que os Planetas têm esse nome? Vênus e a lua cheia: um par improvável
- Semana 43 - O gigante Júpiter: O sol fracassado
- Semana 44 - O horário de verão: Périplo da Terra
- Semana 45 - Referências para observações: O verdadeiro movimento da Lua
- Semana 46 - Saturno e seus anéis: O gigante gasoso
- Semana 47 - Vida fora da Terra: Existiu vida em Marte?
- Semana 48 - O crepúsculo e suas características: Como distinguir Sirius de Vênus?
- Semana 49 - Como os astros estão ligados entre si? Vênus gira ao contrário
- Semana 50 - Em que direção anda a Terra? Por que existe a noite?
- Semana 51 - Na sombra da Terra: Aquecimentos e congelamentos
- Semana 52 - Hipóteses sobre a estrela Natal: O registro de Giotto

### Ficha Técnica e Créditos
- Produção: Neuroplanet, France 3 e Télé Images
- Redação: Nicolas Gessner
- Diretor: Nicolas Gessner
- Locução (em francês): Stéphane Freiss
- Locução (em português): Garcia Júnior
- Imagens geradas por computador: Ghost
- Música: Marc Hillman e Bruno Alexiu

## Prêmios e Indicações
| Ano  | Prêmio                                    | Categoria               | Resultado | Ref.  |
| ---- | ----------------------------------------- | ----------------------- | --------- | ----- |
| 1997 | San Francisco International Film Festival | Animação para Televisão | Venceu    | [ 2 ] |